# Luleå-Kallax flygplats
Luleå-Kallax flygplats (IATA: LLA, ICAO: ESPA) är en regional flygplats på Kallaxheden i Nederluleå församling i Luleå kommun. Driftbolaget marknadsför flygplatsen sedan april 2007 vid namnet Luleå Airport. Flygplatsen är Norrlands mest trafikerade och är belägen cirka sju kilometer från Luleås stadskärna. Flygplatsområdet delas med Norrbottens flygflottilj (F 21) och för att särskilt referera till enbart civilflygsdelen används ofta namnet Luleå flygstation. Landningsbanan är den längsta i Sverige med 3 350 meter.
Informellt brukas ofta flygplatsens äldre namn, Kallax. Antalet resande från flygplatsen var 1 201 623 år 2018. Luleå-Kallax är Sveriges sjätte största flygplats till antalet passagerare. År 2024 hade Luleås flygplats totalt 919 099 avresande och ankommande inrikespassagerare. Detta innebär att det var Sveriges tredje mest använda flygplats för inrikes resor, efter Arlanda och Bromma flygplats.

## Flygbolag och destinationer
| Flygbolag             | Destinationer                                                                          |
| --------------------- | -------------------------------------------------------------------------------------- |
| Jonair                | Pajala                                                                                 |
| Norwegian Air Shuttle | Stockholm-Arlanda                                                                      |
| Scandinavian Airlines | Stockholm-Arlanda och Göteborg-Landvetter                                              |
| Edelweiss Air         | Zürich                                                                                 |
| Transavia             | Paris-Orly                                                                             |
| Vueling               | Paris-Orly                                                                             |
| TUIFly                | Säsongscharter vinter: Gran Canaria och Krabi Säsongscharter sommar: Chania och Rhodos |
| Ving                  | Säsongscharter sommar: Palma de Mallorca och Rhodos                                    |
| Croatia Airlines      | Säsongscharter sommar: Split                                                           |
| Apollo Resor          | Säsongscharter sommar: Ioannina                                                        |

## Frakt
Flygplatsen har en terminal för frakt som 2015 hanterade 916 ton post och 508 ton annan frakt. Frakten är till allra största delen inrikes.

### Kallax Cargo
Det fanns en satsning att låta flygplatsen vara ett tankningsstopp för tunga långdistansfraktplan. Den kortaste vägen mellan Japan och Västeuropa går i närheten av Luleå. Planen måste mellanlanda och tanka på denna sträcka, medan de ofta kan gå mellan Luleå och Japan på en tank. Därför byggdes landningsbanan ut under 1999 till Sveriges längsta. Verksamheten kallades Kallax Cargo.
Många sådana tankstopp har inte skett, på grund av ryska avgifter för överflygning och rysk byråkrati. Därför går fraktplanen söder om Ryssland. Från 2008 gör åtminstone Lufthansa Cargo istället tankstopp i Ryssland eftersom ryssarna ger kraftiga rabatter för plan som gör det. Åren 2009–2010 utförde Korean Air Cargo flygningar Luleå–Korea med fisk och krabba från Norge. Dessa flygningar lades ned eftersom intresset inte var stort nog i Asien (frakt av färsk mat måste ske med täta turer eftersom den inte håller så länge). Kallax Cargo lades ned 2010. Kallax har också haft konkurrens från Stockholm och Helsingfors som har fraktflyg till östra Asien, och det är den vägen fisken till Asien transporteras.

## Till och från flygplatsen
- Luleå Lokaltrafiks buss linje 4 och 104 går till Luleå centrum.[11]
- Taxi och flygtaxi (förbokas)
- Biluthyrning (firmor: Avis, Budget, Europcar och Hertz)
- Korttids- och långtidsparkering för bilar (avgiftsbelagda) (cirka 200 m avstånd).
- Separat långtidsparkering (Park Care, 4 km från terminalen) finns med transfer ingående i priset. Framkörning kan ordnas.
- Bensinstation och bilservice finns vid flygplatsen

Kommunhuvudorter som betjänas av flygplatsen har följande vägavstånd:
- Luleå 9 km
- Boden 42 km
- Piteå 54 km
- Älvsbyn 62 km
- Kalix 84 km
- Överkalix 110 km
- Haparanda 134 km
- Övertorneå 159 km
- Jokkmokk 175 km

## Galleri

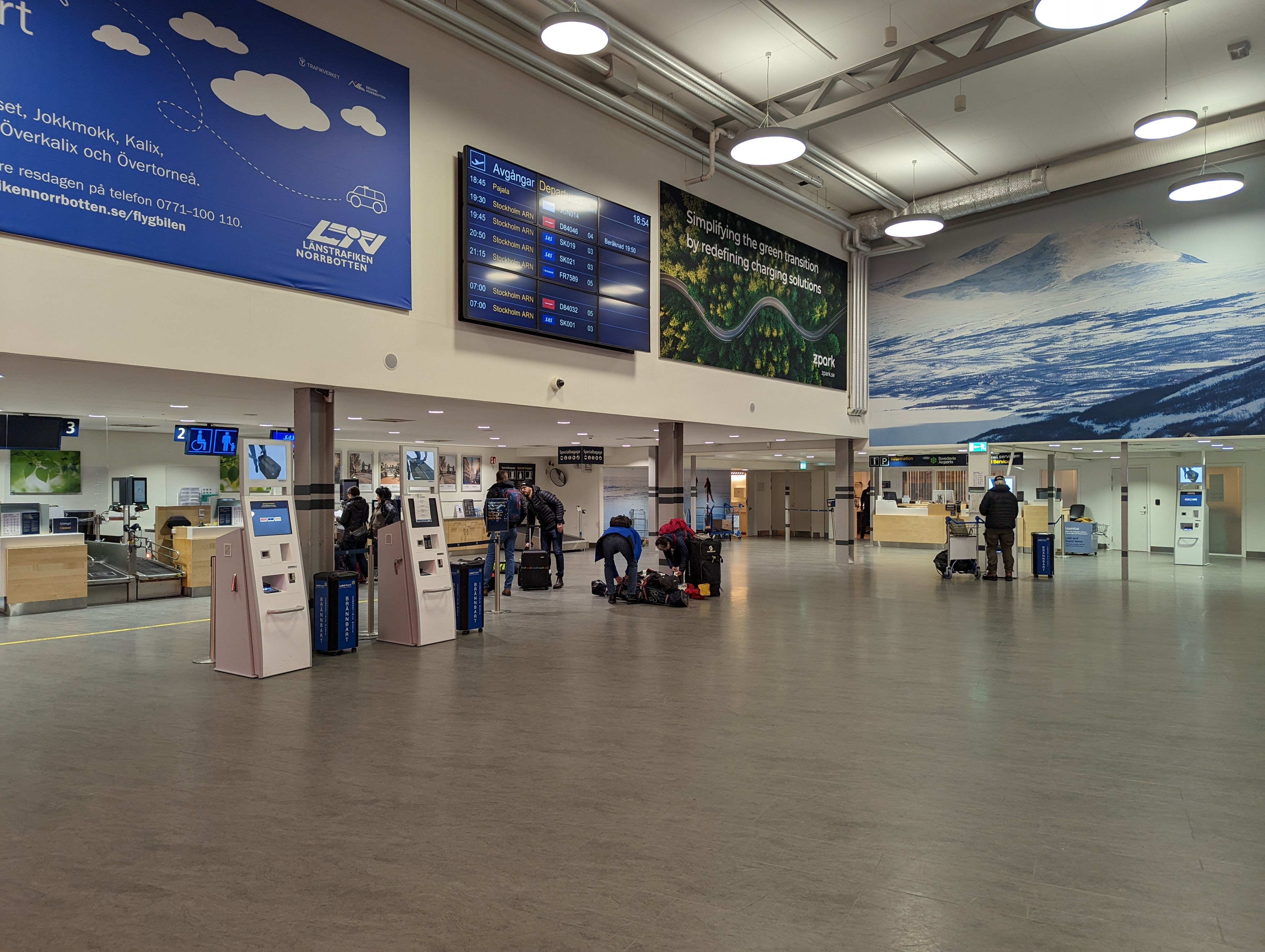
Inchecking på flygplatsen
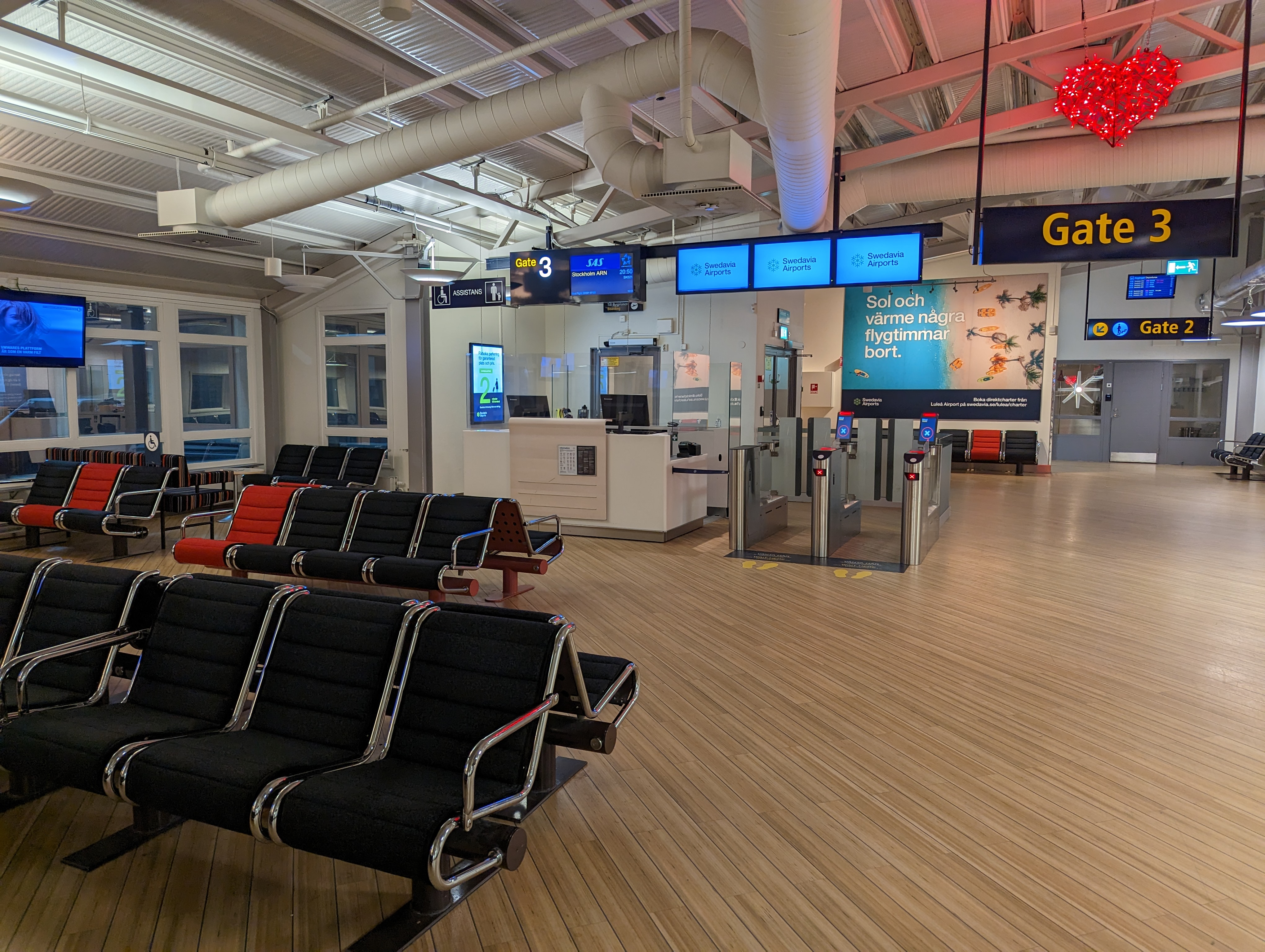
Gate 3

## Statistik
Sökfråga på wikidata efter rådata.